# Кофе Хауз
«Кофе Хауз» — российская сеть кофеен, принадлежащая группе «Шоколадница», а также компания по производству кофе.

## История компании

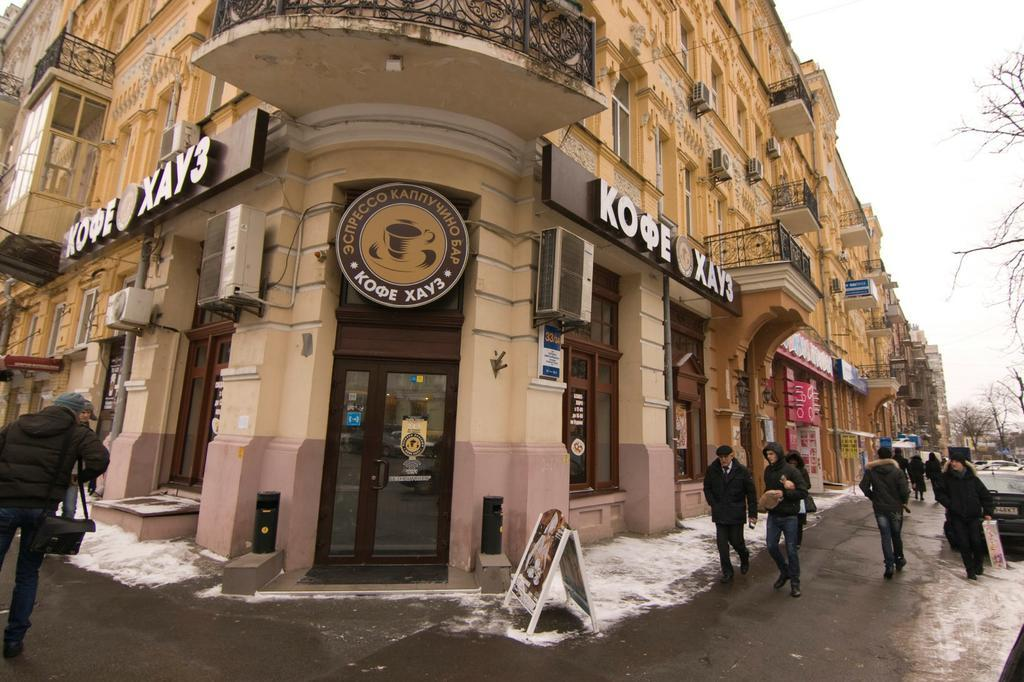
Кофе-хауз на ул. Богдана Хмельницкого, Киев, Украина

Основателем кофейной сети стал российский предприниматель Тимур Хайрутдинов. По сведениям, предоставленным самой кофейней, идея создания «Кофе Хауз» родилась в одной из известных кофеен Милана, а первые бармены из России обучались искусству варить кофе в Италии у ведущего бариста Джузеппе Грассе. После возвращения уже обученных молодых людей осенью 29 сентября 1999 года в Москве была открыта первая кофейня. Местом её расположения стал ТЦ «Галерея Актёр».
К 2001 году таких заведений в Москве было уже 5. В мае 2001 года генеральным директором (впоследствии — президентом) компании стал В. Е. Дудаков. Дудаков получил экономическое образование в США и имеет десятилетний опыт работы в «Макдоналдсе». Спрос на кофейни был подкреплён серьёзными вложениями, в результате чего уже через 3 года Кофе Хауз стал самой крупной кофейной сетью в стране, увеличив число своих адресов в 10 раз.
19 декабря 2003 года Кофе Хауз открылся в Санкт-Петербурге в доме № 13 по Большой Конюшенной. К 2006 году в Петербурге было открыто уже около 30 кофеен, после чего руководство решило создать и собственный производственный цех по выпуску кондитерской (и не только) продукции. Со временем Кофе Хауз разросся, и теперь число его заведений насчитывает более 200 в различных городах России и ближнего зарубежья. Компания открыла свои кофейни в Москве, Санкт-Петербурге, Новосибирске, Екатеринбурге, Казани и украинском Киеве.
С 2004 года компания развивает японские рестораны «Азия Кафе»; в 2006 году был разработан проект сети кафе русской кухни «Винегрет Кафе».
«Кофе хауз» планирует провести ребрендинг и сократит часть сотрудников. Новая версия кафе будет без официантов заказы будут приниматься на кассе, а забирать их придётся самостоятельно клиентам. Также изменения коснутся меню, уберут полноценные горячие блюда, на смену придут сандвичи, салаты, йогурты и снеки.

## 2007—2024
В 2007 году «Кофе Хауз» пытался внедрять в ряде ресторанов самообслуживание, пытаясь конкурировать с появившейся тогда на российском рынке сетью Starbucks. В качестве менеджера по маркетингу был приглашен Бэзил Василоу, который до этого управлял сетью Starbucks на Ближнем Востоке. Однако компания переживала финансовые проблемы, связанные как с внутренними причинами, так и с общим экономическим кризисом. Контракт с Василоу не был продлён; расширение проектов «Азия Кафе» и «Винегрет Кафе» заморожено. С 2007 года совладельцами компании стали топ-менеджеры «Экспобанка» К. Якубовский, С. Радченко и А. Вдовин. Ещё 46 % принадлежит кипрской фирме «Энор энтерпрайсиз», владельцем которой считается Т. Хайрутдинов. 5 % находятся в руках президента компании В. И. Дудакова. «Экспобанк» выдал сети «Кофе Хауз» кредит под залог акций компании. В 2008 году эти акции перешли к британскому банку Barclays.
В начале 2014 года начались переговоры о продаже части сети кофеен главному конкуренту компании «Шоколадница», однако к концу лета 2014 стало известно о полной продаже сети, включая франчайзинговые кофейни. Сделка по передаче кофеен Кофе Хауз Шоколаднице завершена 6 октября 2014 года. Новый владелец кофеен не планирует закрывать их, однако некоторые убыточные и не интересные заведения будут перепрофилированы в «Burger King» или «Ваби Саби».
Украинское отделение в вышеуказанную сделку не вошло. К середине 2016 года, когда начались поиски покупателей, сеть насчитывала 17 заведений. К январю 2018 года их было уже четыре, а сама компания пострадала от задолженности контрагентов, сокращения доходов и заморозки средств на текущих счетах в АКТА Банке (куда вошла временная администрация).
На май 2024 года состав сети насчитывал 3 кофейни в Москве.

## Оценки и критика
По данным РБК, на май 2011 года «Кофе Хауз» занимает одно из первых мест среди сетевых ресторанов Москвы с демократичными ценами.
В ресторанах сети курение запрещено. Многие кофейни открыты в больших торговых центрах, в аэропортах. В 2011 году «Кофе Хауз» был обвинён в завышении цен в расположенных в аэропортах кофейнях. Кроме того, англоязычная реклама «Wi-Fi free» («бесплатный вай-фай») без русского перевода вызвала претензии со стороны УФАС. Иногда подобного рода недовольство провоцирует и само англоязычное название компании.
23 августа 2013 года на Украине разгорелся скандал, связанный с политикой Кофе Хауз. В соответствии со стандартами сети кофеен, в этой стране сотрудники обязаны общаться с клиентами на русском языке. Кроме того, в одном из заведений сети в Киеве официант насмехался над фактом общения клиента на украинском. Директор заведения, в котором произошёл инцидент, в тот день не пришла на встречу с журналистами и клиентом, перед которыми собиралась извиниться за случившееся. Во второй половине сентября 2013 года стало известно, что «Кофе Хауз» в Киеве отказался от практики использования исключительно русского языка в своих заведениях. Об этом говорится в письме-ответе главы Киевской госгорадминистрации Александра Попова на обращение народного депутата Вячеслава Кириленко. Позднее сеть выпустила новые правила, где указала, что официант должен общаться с гостем на его языке.
Летом 2014 года сеть Кофе Хауз стала объектом внимания активистов кампании «Не покупай российское!». Молодые люди в киевских заведениях проводят акции и флешмобы, таким образом обращая внимание посетителей на российское происхождение ресторанов, мотивируя свое поведение тем, что часть прибыли идет в РФ.
В 2015 году 1 декабря закрылась первая легендарная кофейня в истории существования «Кофе Хауз», располагающаяся в ТЦ «Галерея Актёр» на Тверской.
В 2018 году сеть кофеен «Кофе Хауз» проведет глобальный ребрендинг, около 15 из ныне работающих 86 московских заведений сети будут переделаны. Кроме того, еще 30 точек в обновленном формате группа рассчитывает открыть в Москве и Петербурге.